# Гімназія Паулінум (Мюнстер)
51°57′36″ пн. ш. 7°37′02″ сх. д. / 51.96° пн. ш. 7.61722° сх. д.
Гімназія Паулінум (нім. Gymnasium Paulinum) — одна з найдавніших гімназій в німецькомовному просторі та в Європі. Знаходиться у місті Мюнстері (Північний Рейн-Вестфалія). Заснована 797 року.

## Історія
Гімназія Паулінум була заснована 797 року місіонером Лудгером. 793 року Лудгер був направлений Карлом Великим у північно-західну Саксонію для поширення там християнства. Невдовзі в колишній франкській фортеці Мімігернафорд (також Мімігарденфорд), відомій сьогодні як місто Мюнстер, Лудгер заснував монастир. Він також заснував монастирську школу для майбутніх священнослужителів. 805 року, коли Лудгер став єпископом Мюнстера, ця монастирська школа стала кафедральною школою. Вона одержала назву «Schola Paulina» й була присвячена апостолові Павлу.
2007 року гімназія Паулінум здобула знання «європейська школа», як одна з 15 найкращих та найінновативніших шкіл землі Північний Рейн-Вестфалія.

## Відомі випускники
- Генріх Брюнінг, канцлер Німеччини з 1930 до 1932 року
- Бернгард фон Гален, князь-єпископ Мюнстера
- Йоганн Гландорп, німецький гуманіст XVI століття, теолог, науковець
- Леонард Ландуа, фізіолог
- Германн Ленс, німецький журналіст, письменник
- Йозеф Піпер, німецький філософ
- Ганс Тітмаєр, німецький економіст